# Орловка (Айиртауський район)
Орло́вка (каз. Орловка) — село у складі Айиртауського району Північноказахстанської області Казахстану. Входить до складу Володарського сільського округу, раніше входило до складу ліквідованих Айиртауської сільської ради та Жетикольського сільського округу.
Населення — 92 особи (2021; 124 у 2009, 194 у 1999, 183 у 1989).
Національний склад станом на 1989 рік:
- казахи — 60 %.